# Crímenes de familia
Crímenes de familia is een Argentijnse film uit 2020, geregisseerd door Sebastián Schindel.

## Verhaal
Nadat haar zoon is veroordeeld voor het vermoorden van zijn ex-vrouw, stelt Alicia alles in het werk om haar zoon uit de gevangenis te houden.

## Rolverdeling
| Acteur                 | Personage     |
| ---------------------- | ------------- |
| Cecilia Roth           | Alicia        |
| Miguel Ángel Solá      | Ignacio       |
| Benjamín Amadeo        | Daniel        |
| Sofía Gala Castiglione | Marcela       |
| Yanina Ávila           | Gladys        |
| Diego Cremonesi        | Médico Same   |
| Paola Barrientos       | Psychologe    |
| Marcelo Subiotto       | Dr. Vieytes   |
| Claudio Martínez Bel   | Dr. Echezabal |

## Ontvangst
Op Rotten Tomatoes geven 3 van de 5 recensenten de film een positieve recensie